# Opava (rivier)
De Opava (Duits: Oppa, Pools: Opawa) is een zijrivier van de Oder in Tsjechisch Silezië. Ze ontstaat in Vrbno pod Pradědem in het Hrubý-Jeseníkgebergte, waar drie rivieren samenvloeien:
- de Bílá Opava (Witte Opava)
- de Střední Opava (Middel-Opava)
- de Černá Opava (Zwarte Opava)

Van daaruit stroomt de rivier in oostelijke richting door Krnov, waar de Opavice in de Opava uitmondt. Hierna vormt zij tot net voor Opava over een lengte van ongeveer 25 km de grens met Polen. Na ongeveer 120 km mondt de Opava bij Ostrava in de Oder uit.
- Bibliothèque nationale de France: cb144366275 (data)
- Gemeinsame Normdatei: 4043632-9
- Nationale Bibliotheek van Tsjechië: ge332164
- Système universitaire de documentation: 177998415
- Virtual International Authority File: 136663216